# 大臣家
大臣家（大臣家(だいじんけ)）是公家家格的一种。位列于摄家与清华家之下。
大臣家源于清华家的庶流，官位的晋升亦按照清华家的标准。然而不同之处在于，摄家与清华家可以不必先出仕参议而直接担任中纳言。在大臣从缺的情况下，大臣家格出身的近卫大将可直接晋升为内大臣，而不必先任命担任大纳言后再循晋升。比较清华家与大臣家，不同之处是，前者可兼任近卫大将，而后者不可。
大臣家可以担任的最高官职是太政大臣。然而，江户时代的太政大臣仅授予曾经担任过摄政及关白的官员。大臣家格出任右大臣的例子有三条西实条与中院通躬。故此实际上，极少有大臣家晋升到内大臣以上的位阶。
明治维新后，大臣家被授予伯爵爵位。其中嵯峨家（正亲町三条家）被授予侯爵爵位。
大臣家有以下三家：
- 正親町三條家（日语：正親町三条家）（嵯峨家）：藤原北家閑院流三条庶流。其祖为三条实房之子公氏。明治维新之后，改称嵯峨家。旧家（指天正年间之前即已存在的家门），家业是有职故实（考据学的一种）。
- 三條西家：藤原北家閑院流正亲町三条流。其祖为正亲町三条实继之子公时。旧家，家业是香道，和歌，有职故实。
- 中院家：与村上源氏久我家同祖。其祖为久我通亲之子通方。旧家，家业是有职故实。

## 关連項目
- 华族 (日本)
- 摄家
- 关白
- 藤原北家
- 源氏
- 太政大臣